# 乙酸铀酰锌
乙酸铀酰锌（化学式：ZnUO2(CH3COO)4），俗称醋酸铀酰锌，是乙酸铀酰与锌生成的复盐。有放射性。用作钠离子的鉴定试剂。

## 钠离子的鉴定
Na+ 在中性或 HAc 酸性溶液中与乙酸铀酰锌生成柠檬黄色结晶性沉淀：
{\displaystyle {\rm {\ Na^{+}\ +\ Zn^{2+}\ +\ 3UO_{2}^{2+}\ +\ 9CH_{3}COO^{-}\ +\ 9H_{2}O\ \rightarrow }}}{\displaystyle {\rm {\ NaZn(UO_{2})_{3}(CH_{3}COO)_{9}\cdot 9H_{2}O\downarrow }}}
产物乙酸铀酰锌钠的溶度积不够小，且容易生成过饱和溶液，故应加入过量试剂和乙醇数滴搅拌，以促进沉淀生成。
强酸强碱能使试剂分解。
测定操作：
- 取试液（每 ml 含钠＜8 mg），加试剂（10ml），玻璃滤器过滤，依次用沉淀剂，乙醇，饱和乙酸铀酰锌钠溶液，用乙醚洗涤，118～125℃干燥。称量形式：NaZn(UO2)3·(C2H3O2)9。

- 或者在360～670℃灼烧。称量形式：Na2U2O7·2ZnU2O7。

干扰离子：Li+、PO43−、AsO43−、C2O42− 及大量存在的各种阳离子。
为了消除干扰，在分别分析中可取原试液加饱和氢氧化钡至呈明显碱性，这时大部分阳离子和 PO43−、AsO43− 等阴离子都将被沉淀。引入试液中的 Ba2+ 应继以碳酸铵除之，最后用灼烧法除去铵盐。残渣用水加热浸取后，取溶液以 HAc 酸化，按 1:8 的滴数加乙酸铀酰锌试剂，并用玻璃棒摩擦管壁，如有柠檬黄色结晶形沉淀生成，示有 Na+ 存在。
检出限量 m = 12.5 μg。最低浓度 ρB = 250 μg/mL。